# NGC 3256A
NGC 3256A is een balkspiraalstelsel in het sterrenbeeld Zeilen. Het hemelobject ligt in de buurt van NGC 3256, NGC 3256B en NGC 3256C.

## Synoniemen
- ESO 263-34
- AM 1023-432
- PGC 30626